# Bojana Stamenov
Bojana Stamenov (serbisk kyrillisk: Бојана Стаменов; født 24 Juni 1986) er en serbisk sangerinde og musiker bedst kendt for at udføre soul, jazz og R & B musik, der vil repræsentere Serbien i Eurovision Song Contest 2015 med sangen "Beauty Never Lies". Hun deltager også i forestillinger for børn i Boško Buha Theatre i Beograd.

## Karriere
I 2012 Stamenov placeret fjerde i den tredje sæson af Ja imam talenat !, den serbiske version af Got Talent.
Her sang hun  følgende sange:
- Chaka Khan — "I Feel for You"
- James Brown — "It's a Man's Man's Man's World"
- Aretha Franklin — "Think"